# Àmr
Àmr è il settimo album in studio da solista del musicista norvegese Ihsahn, pubblicato nel 2018 dalla Candlelight Records.

## Tracce
1. Lend Me the Eyes of Millennia – 5:47
2. Arcana Imperii – 4:53
3. Sámr – 5:27
4. One Less Enemy – 5:17
5. Where You Are Lost and I Belong – 5:12
6. In Rites of Passage – 4:04
7. Marble Soul – 4:03
8. Twin Black Angels – 4:39
9. Wake – 4:27

## Formazione
- Ihsahn - voce, chitarra, basso, tastiere
- Tobias Ørnes Andersen - batteria